# 679 Pax
679 Pax eller 1909 FY är en asteroid i huvudbältet, som upptäcktes 28 januari 1909 av den tyska astronomen August Kopff i Heidelberg. Den har fått sitt namn efter romerska gudinnan Pax.
Asteroiden har en diameter på ungefär 63 kilometer.